# Edith Schindler
Edith Schindler (* 7. April 1940 in Rüti) ist eine Schweizer Textilentwerferin, Illustratorin, Malerin, Radiererin und Fotografin.

## Leben und Werk
Edith Schindler besuchte von 1956 bis 1961 die Textilfachklasse an der Kunstgewerbeschule Zürich. Nach ihrem Diplomabschluss als Textilentwerferin unterrichtete sie drei Jahre als Zeichenlehrerin und war parallel als Illustratorin tätig. Ihre Buchillustrationen wurden mehrfach ausgezeichnet. So erhielt sie 1966 für ihr illustriertes Kinderbuch David den Deutschen Jugendliteraturpreis und 1975 für das Taschenbuch Spaghetti, Spaghetti den Grafikpreis von Bologna. In New York, Paris und Venedig nahm sie an Illustratoren-Workshops teil.
Edith Schindler zeichnete Kampagnen, so für das Atelier Hiestand, die Agentur Farner und das Warenhaus Globus. Zudem illustrierte sie Fluggazetten für Condor und Swissair und fertigte Zeichnungen für den Stern, die Annabelle und die Schweizer Familie an.
Grosse Bekanntheit erlangte Edith Schindler ab 1979 durch ihre über 20-jährige Tätigkeit als Illustratorin der Markt-Notizen im Tages-Anzeiger. Von 1989 bis 1996 illustrierte sie regelmässig die Kolumne Aus erster Hand von Beat Wüthrich in der Weltwoche.
Edith Schindler ist seit 1992 als freischaffende Künstlerin tätig.